# アマッポ
アマッポは、かつてアイヌが狩猟に用いていた自動発射式の弓矢である。
これを獣道に仕掛け、矢毒を塗った矢を発射させてヒグマやエゾシカを狩った。

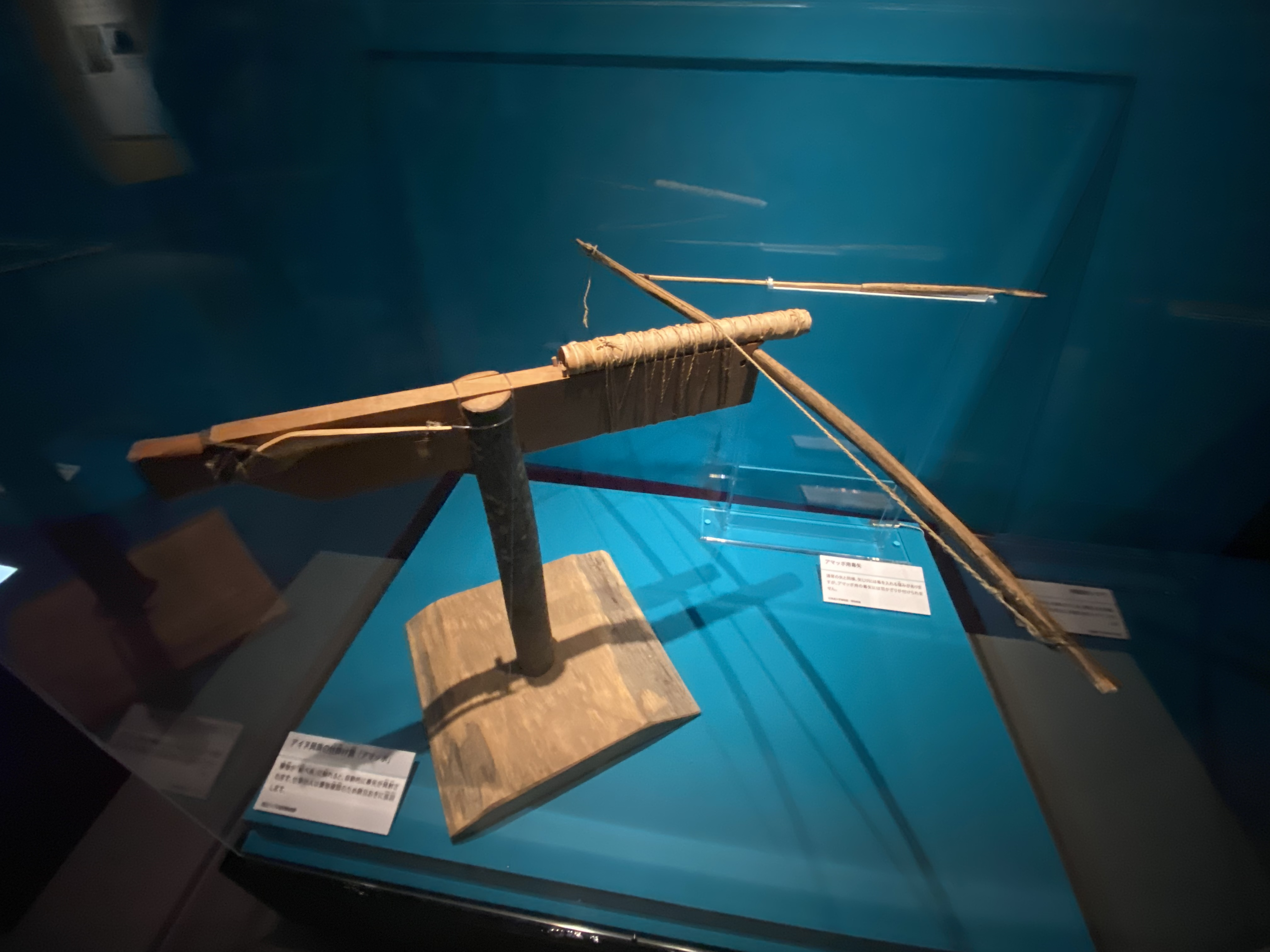
アマッポ（展示品）

## 概要
「アマッポ」の語は、アイヌ語で「置くもの」を意味する。他に「アマックウ」（置く弓）、「クワリ」（弓を置く）の名称もある。その名の通り人間が手に持って矢を放つものではなく、山野にあらかじめ仕掛け置き、獲物が通りかかるや毒矢が放たれる一種の罠である。全体の構造は、クー（弓）、マカニッアイ（仕掛け矢）、ヘチャウエニ（引き金）、ノㇷ゚カ（触り糸）からなる。弓は弾力のあるクネニ（イチイ。アイヌ語で「弓の木」の意）の材にフンペ（クジラ）の筋、またはパㇱクㇽエプ（ツルウメモドキ）の弦を張ったもので、これにトㇷ゚（チシマザサ）かノリウツギで作った矢、木製の引き金、そしてモセ（イラクサ）の繊維で作った触り糸から構成され、外見や仕組みはクロスボウや弩に似ている。弦を張りつめ、毒矢をつがえた状態で獣道の脇に仕掛け、弦を固定する引き金には張り糸をつないで獣道に張る。通りかかった獲物が張り糸に触れば引き金が外れ、矢が発射される。同様の狩猟具はアイヌに留まらず、サハリンのニブフ、さらに沿海州からアムール川流域に居住するナナイなどツングース系民族に広く分布している。

## 設置方法

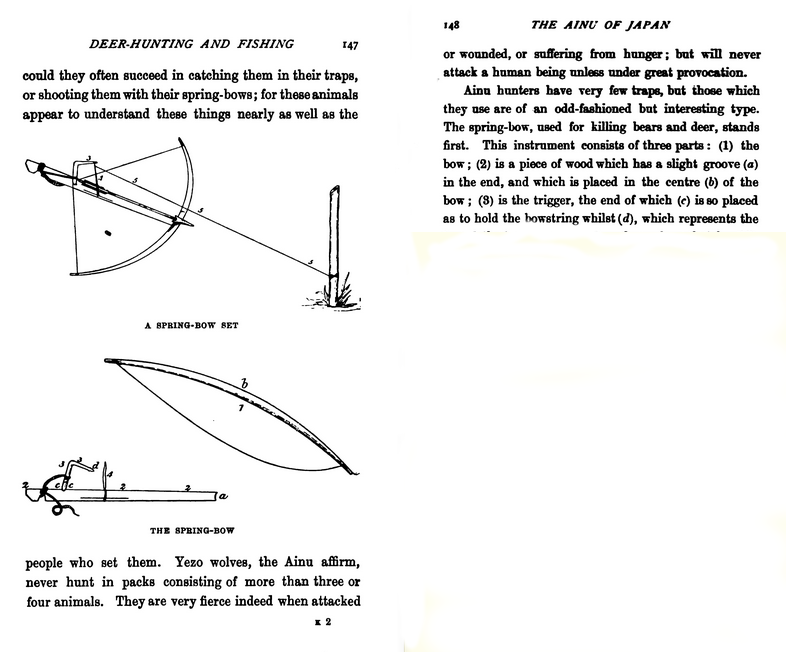
イギリス人宣教師、ジョン・バチェラー (1854-1944)の著作、『The Ainu of Japan』（1892年）よりアマッポの解説

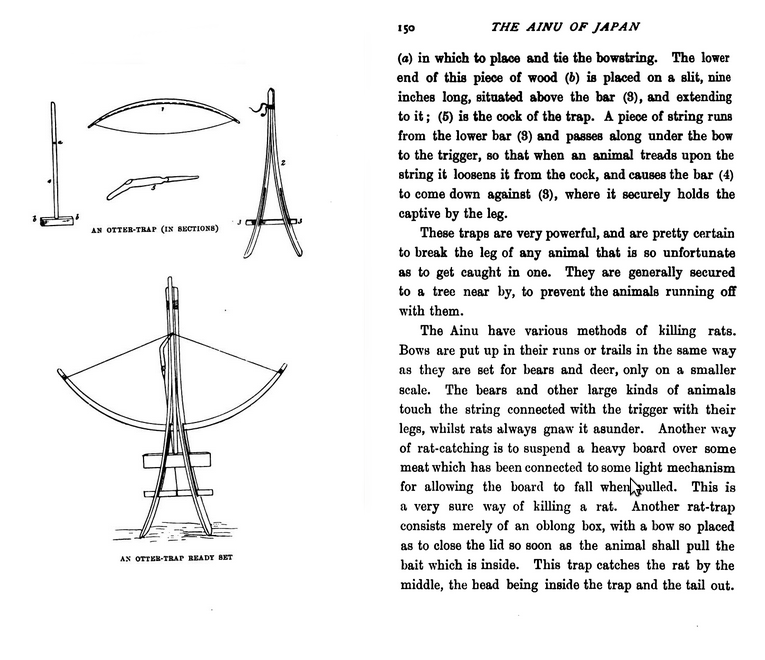
『The Ainu of Japan』より、カワウソ用のアマッポ

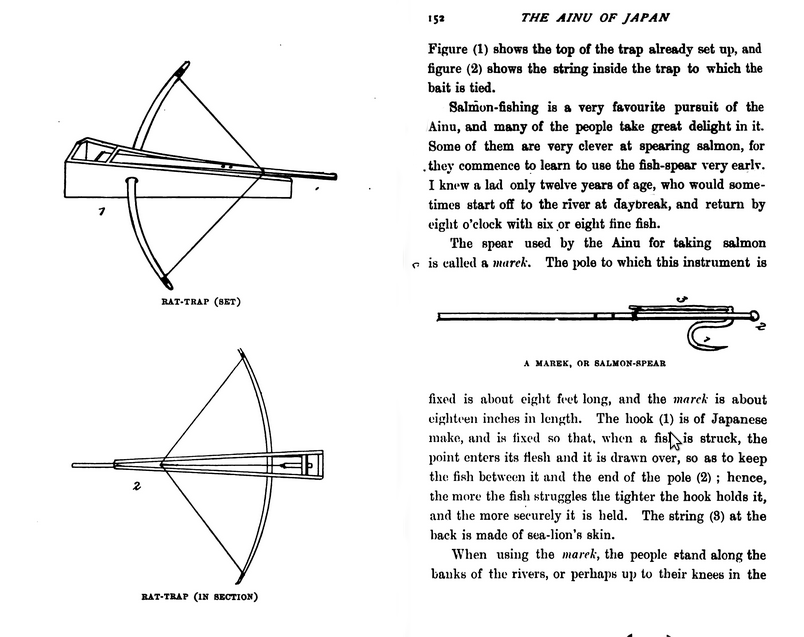
『The Ainu of Japan』より、アマッポの原理を応用したネズミ捕り

アマッポを用いた猟は、山野が植生に覆われて視界がさえぎられ、獲物を目視しにくい晩春～秋に行われる。春には水浴びをするシカを狙って水場近くに仕掛け、夏には獣道を狙い、秋には冬眠に備えて食いだめをするヒグマを狙ってドングリやクルミが実る木の周辺に仕掛けた。しかし、獲物が腐敗しやすい盛夏にはアマッポでの猟は行わない。
まず獣道のかたわらに二股になった杭を打ち込んだ上、二股の間に丈夫な腕木を矢の発射方向と平行に固定する。腕木の上に弓を横たえた状態で仕掛けて引き絞り、引き金で固定して触り糸を張る。触り糸の高さは、ヒグマ猟の場合は人の膝の高さより7センチから10センチ高い位置に張る。この高さであれば、接近するヒグマの鼻先に糸が触れて矢が発射され、心臓付近が射抜かれる計算になる。ユㇰ（エゾシカ）猟ならば、ヒグマの場合よりさらに5センチ高い位置に糸を張る。その他イソポ（ウサギ）、モユㇰ（エゾタヌキ）、さらにエルㇺ（ネズミ）など、狙う獲物に応じてさまざまに張り糸の高さを変える。エサマン（カワウソ）猟の場合は、水際に仕掛けた触り糸の先に餌として魚をつなぎ、魚が持ち上げられれば発射される仕掛けにした。
弓の設置が終わったらスㇽク（トリカブトの矢毒）を塗った矢をつがえ、最後に雨除けとしてウダイカンバの樹皮を巻いて作った筒「アイチセ」（矢の家、の意）を矢に被せる。

### 事故の防止策
毒を仕込まれたアマッポは非常に危険で、山菜取りなどで山中に分け入った他者が事情を知らず近寄ってしまう可能性もある。そこで事故防止にさまざまな策を講じる。触り糸は張りつめずにある程度の「遊び」をもうけ、人が触れて矢が発射されても軌道が「太ももの後ろ側」に反れるようにする。さらに弓を仕掛けた近隣の樹木の幹を目の高さのあたりで削り上げ、弓矢の絵を描くか、十文字に組んだ木を立ててアマッポの存在を知らせる。一方で人間側も用心して、見知らぬ山野を歩く際は杖を横向きに構えた。杖を進行方向の前部に出せば、張り糸に触れる恐れがあるからである。
アマッポを見回る際には、必ず人間だけで行く。猟犬を連れて行けば藪に入り込んで誤射される恐れがあるからである。しかし犬を伴わなければヒグマに襲われる危険性が増すので、護身用として穂先に毒を塗った槍・「オプクワ」を携帯した。
しかしながら、アマッポによる事故はアイヌ社会でも頻々と発生した。寛政年間に渡島半島から噴火湾沿岸を旅した紀行家・菅江真澄は、自著『えぞのてぶり』に「山野を案内もなく歩けばアイマップ（仕掛け弓）に撃たれて死ぬ。野に放している馬が撃たれて死ぬ数が多い」と記している。旭川近文のアイヌ文化伝承者だった砂澤クラ（1897年 - 1990年）は、6歳の頃の記憶として、父親の末弟をアマッポの誤射で失った顛末を自伝『ク・スクッㇷ゚・オルシペ』に記している。

### 武器としての使用法
自動発射式の弓矢であるアマッポは狩猟のための道具だが、ごくまれに人間を殺傷するための武器としても使用された。津軽藩の藩史『津軽一統志』には1669年に発生したシャクシャインの乱の最中、アイヌが和人に対して「アイマツフを用候事」との記述があるほか、江別市には「性悪の爺がいて、誰彼かまわず言いがかりをつけては賠償を巻き上げて暮らしていた。そんな彼はついに水汲み場に毒矢を仕掛けられて射られたが、なかなか死なない。人に『矢が心臓に刺さっているよ』と指摘され、ようやく納得して死んでいった」との伝説が残る。

## 矢毒の製法
矢毒の主原料は、スㇽク（トリカブト）である。スㇽクの語は毒そのものの名称でもある。まず晩秋に山野でトリカブトの根を採集し、炉の火棚の上で一か月以上乾燥させる。その後に専用の石臼で搗き砕き、水を加えてペースト状にしてから毒の強弱を確認する。確認方法には「舌の上に笹の葉を敷いたうえでトリカブトを載せ、伝わる疼痛で確認する」「左手の小指と薬指の間に挟む」と極端に危険なものから、「メクラグモの口に塗りつける。毒が強烈ならば、間もなく足がもげ落ちる」というものがある。ベースとなるトリカブトにテンナンショウの根、イケマの根、マツモムシ、メクラグモ、ハナヒリノキ、ニガキ、タバコ、さらには沢蟹やキイチゴなどを練りこんで毒性を高める。これらの混ぜ物には実際の毒性生物もあるが、毒性を意図せず、呪術的な観点から加えられたものもある。無毒のメクラグモを混ぜ込む目的は、「仮に人に当たるようなことがあった場合、回復が早まるように」との配慮からである。「利口な生き物であるキツネの胆汁を混ぜれば、効果が高まる」との伝承も存在した。調合に決まったレシピは存在せず、地方ごと、あるいは各人ごとに秘伝が保持されていた。
スㇽクは各人が一種類のみ作り出すのではなく、毒の強弱をそれぞれ分けて5、6種類ほどのものを完成させる。鏃に塗布する際は、まず緩効性で毒性が強いものを塗り、その上に即効性で毒性が弱いものを重ね、最後に松脂で固める。この際に留意すべきは「獲物を得やすく、人間が安全に利用できるだけの毒性」を守ることである。毒性が弱ければ矢が命中しても獲物に逃げられてしまう。反対に毒性が強すぎれば獲物の全身に毒が回って食用にはならない。このような獲物は毛皮に加工しても耐久性が弱く、すぐに毛が抜け落ちてしまう。そのさじ加減を見極めて、毒を調合する。しかしながら人食い熊を退治する場合は、最大限に毒性を強めたものを用いる。ヒグマをカムイと崇拝するアイヌの信仰世界においても、人を殺傷した熊はウェンカムイ（悪い神、悪魔）と見なされる。その肉や毛皮は利用されることはなく、腐り果てるにまかせる。
明治中期、関場不二彦が日高・沙流川流域のアイヌから得た情報によれば、トリカブトのみの毒を受けたヒグマは当初は暴れるが徐々に静かになり、四肢を硬直させ口から泡を吹いて死に至るという。その間は、約2時間以内である。調合を重ねて毒素を強めた矢毒なら1時間以内で絶命する。アマッポの設置地点から、半径20ｍ以内に斃死しているものだという。設置場所から離れた場所で斃れた獲物の所有権を示すため、矢には家紋であるアイシロシをあらかじめ刻み込んでおく。毒矢で捕った獲物は、矢を受けた個所の肉を「握りこぶしほど」あるいは「大人の両手で掬えるだけ」の肉をえぐり取って捨てれば、他は食べても問題がなかった。
しかし生食はせず、必ず加熱調理したうえで口に入れる。
トリカブト毒には、有効な解毒法は存在しない。アマッポの誤射などで毒を受けた場合は、即座に矢の周辺の肉をえぐり取る以外に治療法がなかった。

## 歴史
アマッポの形状は中国の武器・弩に酷似し、さらに中国北方のツングース系の民族に同様の狩猟具が存在することから大林太良は「戦国時代に中国で発明された弩が、北回りでアイヌ社会に伝来した。それが改良されたものが北海道アイヌの仕掛け弓である」との説を提示した。一方、宇田川洋は礼文島やオホーツク海沿岸のモヨロ貝塚やなどオホーツク文化期の遺跡から「アマッポの引き金」に酷似した骨角器が多数出土していることに着目している。なお『日本書紀』の675年の記録に、時の天武天皇は殺生を禁じる仏教の立場から牛、馬など獣肉の食用を禁じるとともに、檻阱（落とし穴）や機槍（飛び出す槍）を使った狩猟を禁じる勅を出している。「機槍」は「ふみはなち」と訓で読まれ、「獲物が踏みつければ槍が放たれる仕掛け」と解釈できることから、飛鳥時代の日本本土、畿内地方にはアマッポに似た原理の罠が存在したことがうかがえる。
時代は流れ、和人の勢力が強まる中、松前藩や江戸幕府はアイヌ支配の観点から銃火器の流通を厳しく制限する。その環境の中で、アイヌは矢毒と仕掛け弓を用いた猟法を発展させていた。しかし明治初期に北海道の開拓が本格化するにつれ、奥地に分け入った和人の猟師や開拓民がアマッポに掛かる事故が続発するようになる。事態を受けた開拓使は明治9年（1876年）、北海道全域でアマッポの使用を禁止するとともに、「貸出」の形でアイヌに銃を与えた。
しかし古来よりアマッポや矢毒を用いた猟を旨としてきたアイヌは「毒矢から銃への転換」を即座には受け入れがたく、日高地方のアイヌから「六か月の猶予」を求める嘆願書が提出されている。
実際、禁止令の施行以降も依然としてアマッポは使用され続けると同時に、アマッポの原理を応用した「自動発射式の銃」も発明され、新たに猟に導入された。前述の砂澤クラの叔父がアマッポの誤射で死亡した事件は、明治9年の禁止令より20年以上後の明治30年代の出来事である。彼女の父親であるクーカルクは明治41年（1908年）、天塩川流域の士別でヒグマの襲撃を受けて死亡するが、これもアマッポを見回る最中の出来事だった。十勝支庁の鹿追町でも、大正期にはアマッポが使用されている。なお鹿追町の町名はアイヌ語の「クテクウシ」に由来しており、「クテク」とは柵を結んでアマッポを仕掛けて鹿を猟をする所、「クテク・ウシ」（鹿捕り柵、あるもの）のところとなる。これを和訳し「鹿追」と命名された。
次第に銃が広まったことで需要は減ったが、日高支庁・平取町のアイヌ文化伝承者である萱野茂（1926年～2006年）は、7歳ごろの記憶として「道北の遠別へ狩りに行ってきた父親の荷物から、仕掛け弓の引き金が何十個も出てきた」と語っており、昭和の初期に至るまで山中で密かにアマッポが使われていた。
現代の狩猟法では矢、毒を使う狩猟は禁止されており、アマッポは使用出来ない。